# Sawda bint Zam'a
Sawda bint Zamʿa b. Qayyis b. ʿAbd Shams (in arabo ﺳﻮﺩة ﺑﻨﺖ ﺯﻣﻌـة‎?; La Mecca, 589 – Medina, 674) è stata una delle mogli di Maometto e una Sahaba.

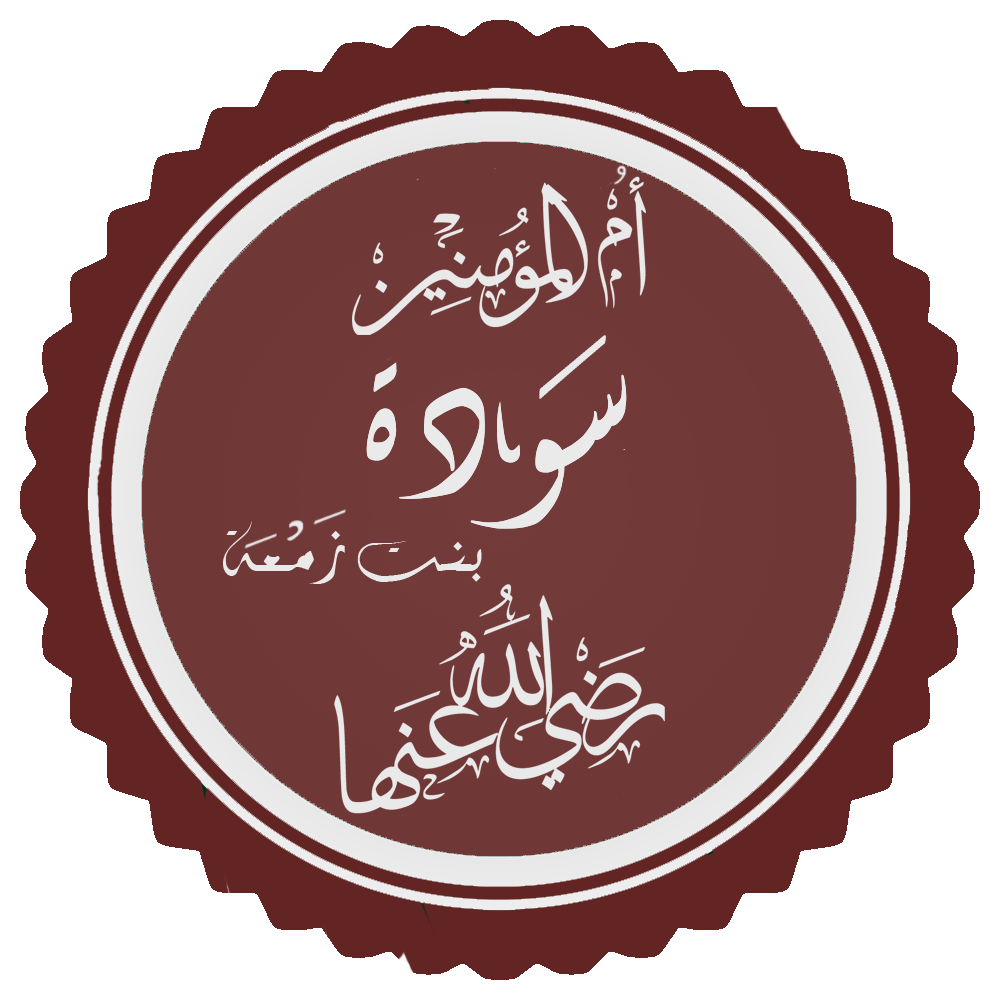
Sawda bint Zam'a

Fu la seconda moglie di Maometto, una volta che questi divenne vedovo della sua prima moglie, Khadija bint Khuwaylid (m. 619).
Fu una delle prime a convertirsi all'Islam e, rimasta vedova di al-Sakrān b. ʿAmr (con cui aveva effettuato la Piccola Egira in Abissinia e che non tornò in patria, essendosi convertito al Cristianesimo, morendo poi nella stessa Abissinia), a insistere in maniera pressante perché lo sconsolato Profeta contraesse un nuovo matrimonio (che tra l'altro lo avrebbe aiutato a svolgere le incombenze personali più strettamente necessarie) fu Khawla bt. Ḥakīm, moglie di ʿUthmān b. Maẓʿūn.
Avendo sposato quasi contemporaneamente la giovanissima figlia del suo miglior amico Abū Bakr, ʿĀʾisha bt. Abī Bakr (che divenne la sposa preferita da Maometto), questo potrebbe aver indotto dieci anni più tardi il Profeta a pensare a un suo ripudio, in ottemperanza col comandamento coranico di essere perfettamente equanimi nel trattamento delle eventuali con-mogli, anche se non è da escludere un più corrivo motivo, derivante dal fatto che Sawda era diventata particolarmente grossa di corporatura nel volgere di qualche anno.

Il ṭalāq non venne però pronunciato per la supplica rivolta al marito da Sawda, che chiese di poter mantenere il proprio vincolo coniugale intatto anche nell'Aldilà, anziché diventare una sua moglie divorziata.
Di carattere allegro e generoso, Sawda ricevette un donativo generoso da ʿUmar b. al-Khaṭṭāb una volta morto Maometto, ma ella preferì invece che la somma fosse distribuita ai poveri.